# Leichtathletik-Weltmeisterschaften 2017/Diskuswurf der Männer

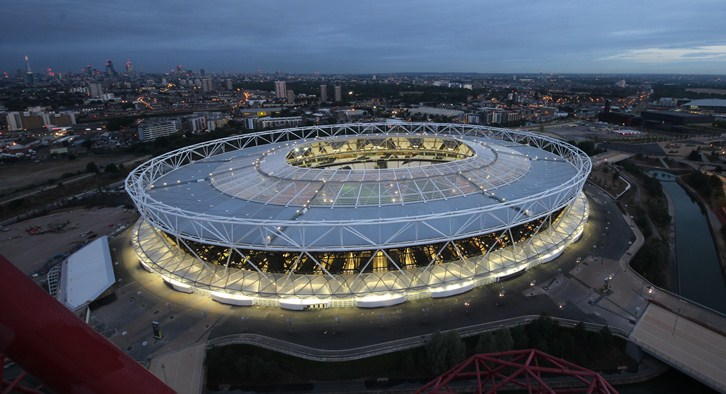
Das Olympiastadion London während der Weltmeisterschaften

Der Diskuswurf der Männer wurde bei den Leichtathletik-Weltmeisterschaften 2017 wurde am 4. und 5. August 2017 im Olympiastadion der britischen Hauptstadt London ausgetragen.
Weltmeister wurde Andrius Gudžius aus Litauen. Den zweiten Platz erreichte der Schwede Daniel Ståhl. Der US-Amerikaner Mason Finley gewann die Bronzemedaille.

## Bestehende Rekorde
| Weltrekord               | Jürgen Schult     | 74,08 m | Neubrandenburg, DDR (heute Deutschland) | 6. Juni 1986   |
| Weltmeisterschaftsrekord | Virgilijus Alekna | 70,17 m | WM in Helsinki, Finnland                | 7. August 2005 |

Der bestehende WM-Rekord wurde bei diesen Weltmeisterschaften nicht eingestellt und nicht verbessert.

## Legende
Kurze Übersicht zur Bedeutung der Symbolik – so üblicherweise auch in sonstigen Veröffentlichungen verwendet:
| – | verzichtet |
| x | ungültig   |

## Qualifikation
Die Athleten traten zu einer Qualifikationsrunde in zwei Gruppen an. Die Qualifikationsweite für den direkten Finaleinzug betrug 64,50 m. Da nur sechs Werfer diese Weite übertrafen – hellblau unterlegt, wurde das Finalfeld mit den nachfolgend besten Werfern beider Gruppen auf insgesamt zwölf Sportler aufgefüllt – hellgrün unterlegt. So mussten für die Finalteilnahme schließlich 63,23 m erbracht werden.

### Gruppe A
4. August 2017, 19:20 Uhr Ortszeit (20:20 Uhr MESZ)
| Platz | Athlet                | Land        | 1. Versuch | 2. Versuch | 3. Versuch | Weite (m) |
| ----- | --------------------- | ----------- | ---------- | ---------- | ---------- | --------- |
| 01    | Daniel Ståhl          | Schweden    | 61,83      | 67,64      | –          | 67,64     |
| 02    | Robert Harting        | Deutschland | 65,32      | –          | –          | 65,32     |
| 03    | Piotr Małachowski     | Polen       | 65,13      | –          | –          | 65,13     |
| 04    | Mason Finley          | USA         | 63,98      | 64,76      |            | 64,76     |
| 05    | Lukas Weißhaidinger   | Österreich  | 63,57      | x          | 61,48      | 63,57     |
| 06    | Apostolos Parellis    | Zypern      | 63,36      | 62,68      | 62,67      | 63,36     |
| 07    | Traves Smikle         | Jamaika     | 63,23      | x          | x          | 63,23     |
| 08    | Philip Milanov        | Belgien     | 62,94      | x          | 63,16      | 63,16     |
| 09    | Ehsan Hadadi          | Iran        | 63,03      | 61,22      | 60,92      | 63,03     |
| 10    | Martin Kupper         | Estland     | 59,49      | 62,11      | 62,71      | 62,71     |
| 11    | Niklas Arrhenius      | Schweden    | 58,91      | x          | 58,84      | 58,91     |
| 12    | Erik Cadée            | Niederlande | 58,19      | x          | 58,90      | 58,90     |
| 13    | Sven Martin Skagestad | Norwegen    | x          | 57,89      | 58,86      | 58,86     |
| 14    | Mitchell Cooper       | Australien  | x          | 56,20      | 57,26      | 57,26     |
| 15    | Marshall Hall         | Neuseeland  | x          | 56,64      | 54,20      | 56,64     |
| NM    | Rodney Brown          | USA         | x          | x          | x          | ogV       |

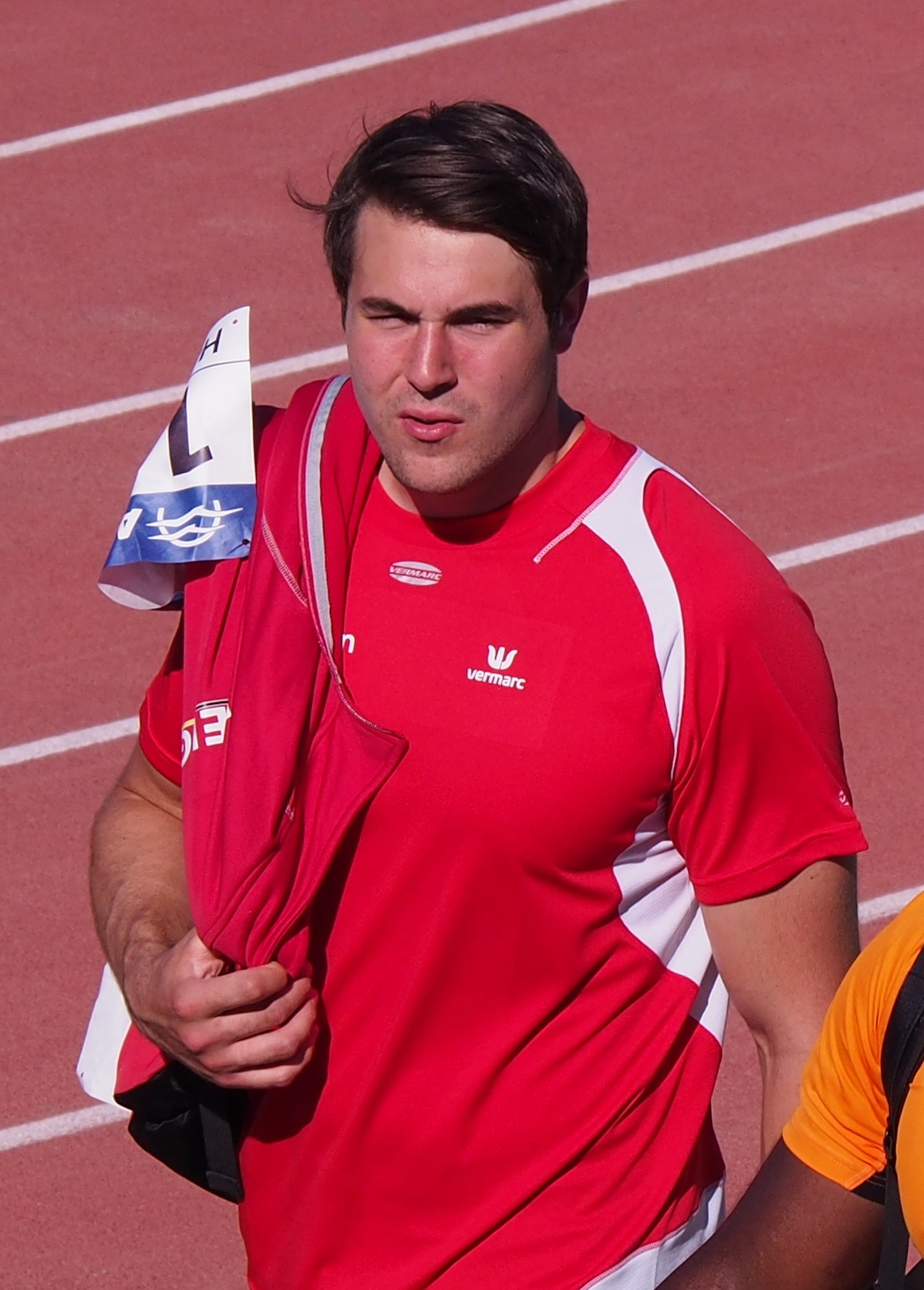
63,16 m reichten dem belgischen Vizeweltmeister von 2015 Philip Milanov nicht für die Finalteilnahme

Weitere in Qualifikationsgruppe A ausgeschiedene Diskuswerfer:

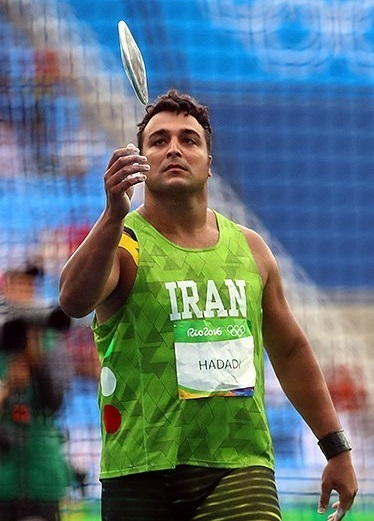
Ehsan Hadadi – 2012 Olympiazweiter – Rang neun mit 63,03 m
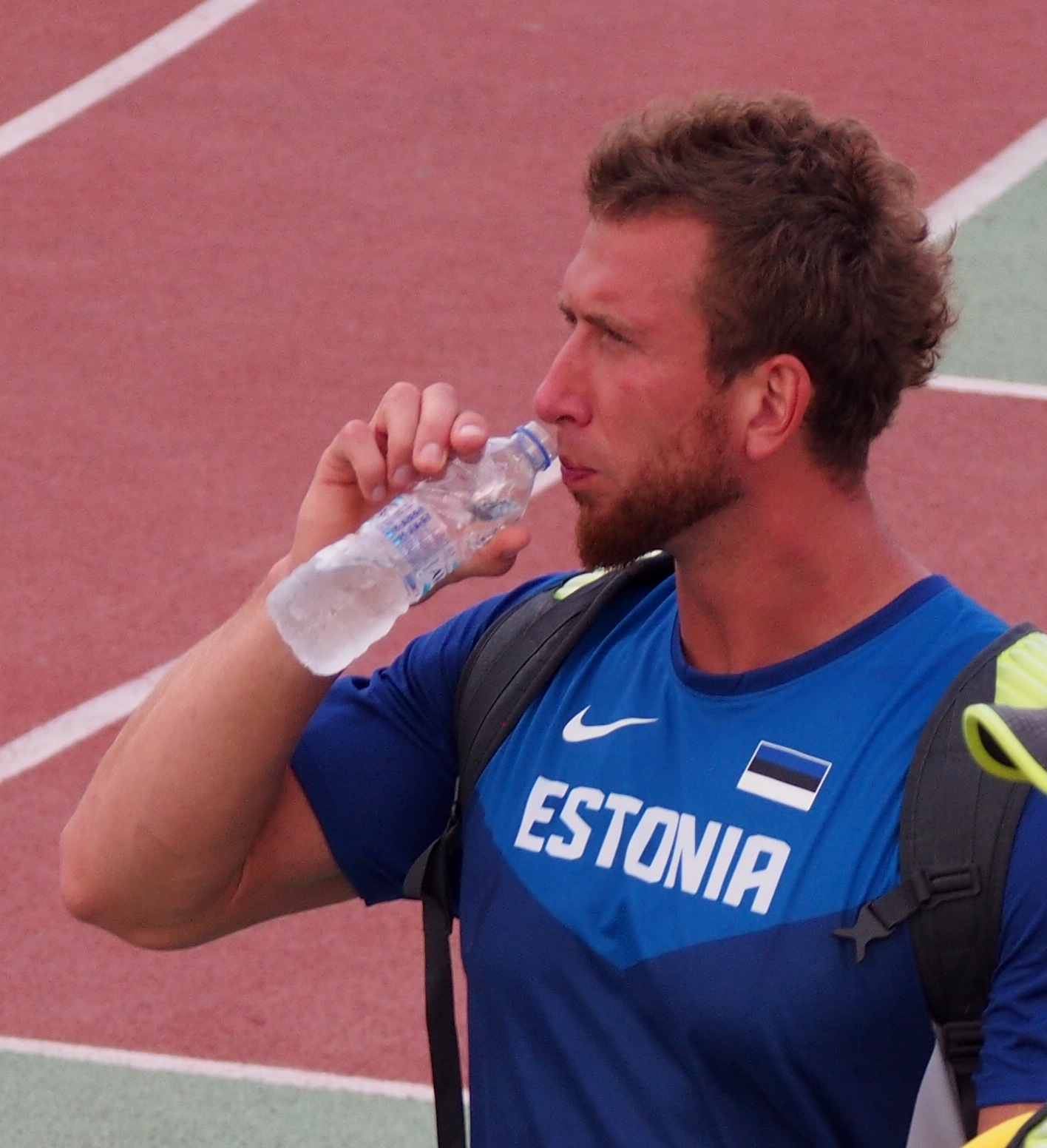
Martin Kupper Rang zehn mit 62,71 m
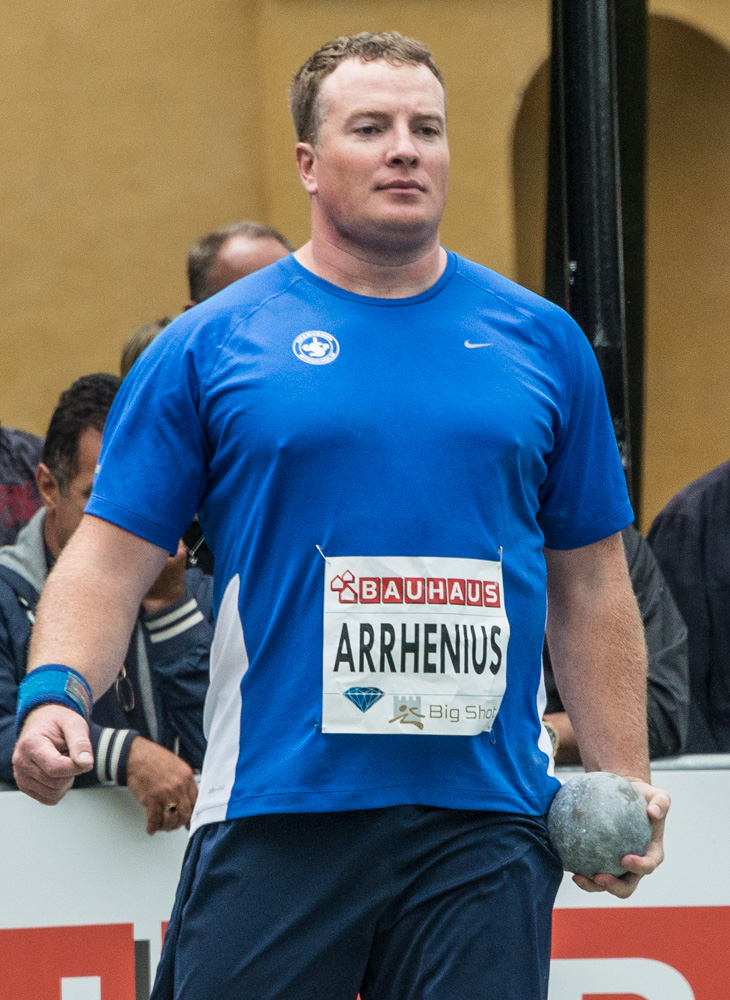
Niklas Arrhenius Rang elf mit 58,91 m
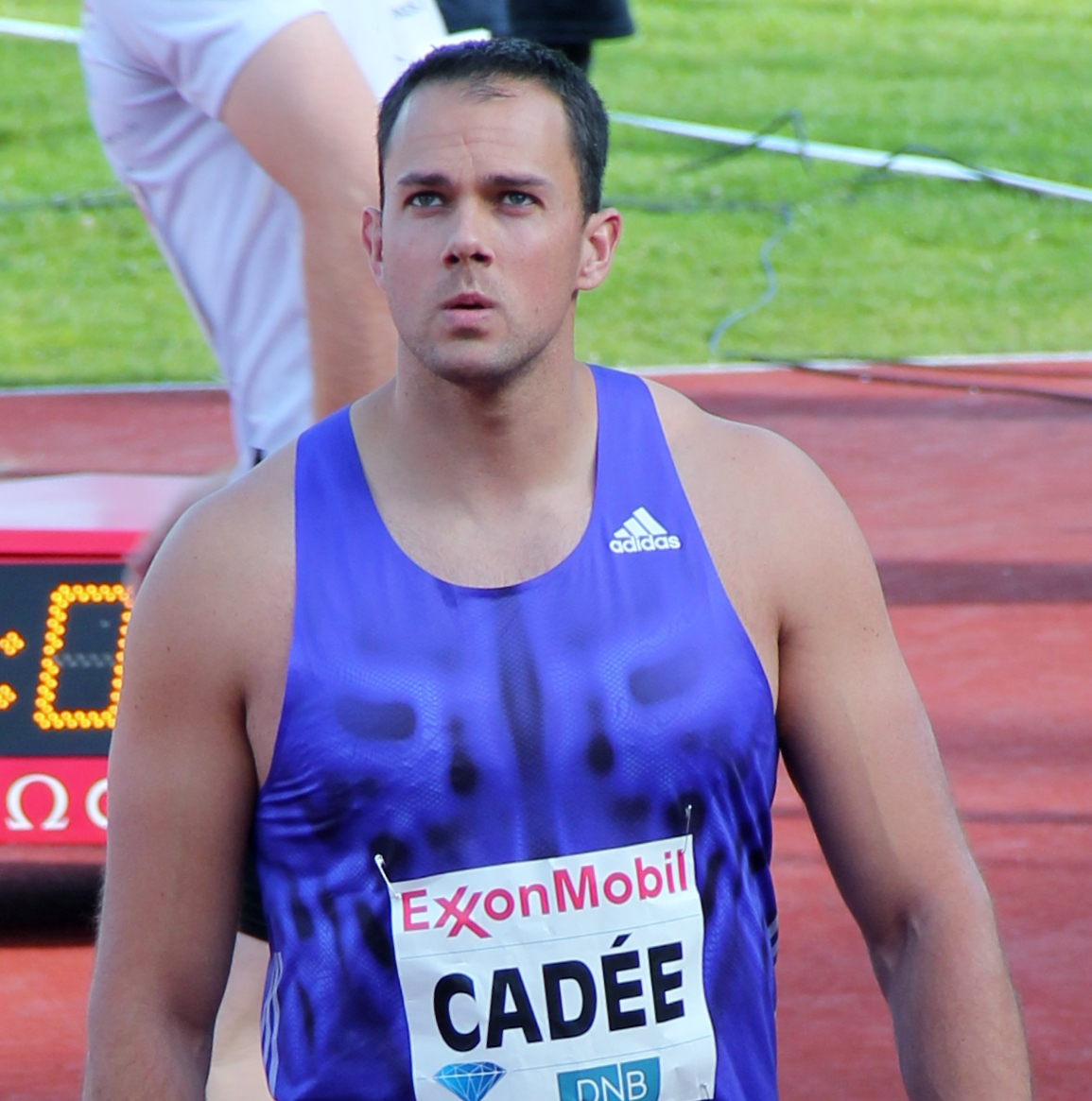
Erik Cadée Rang zwölf mit 58,90 m
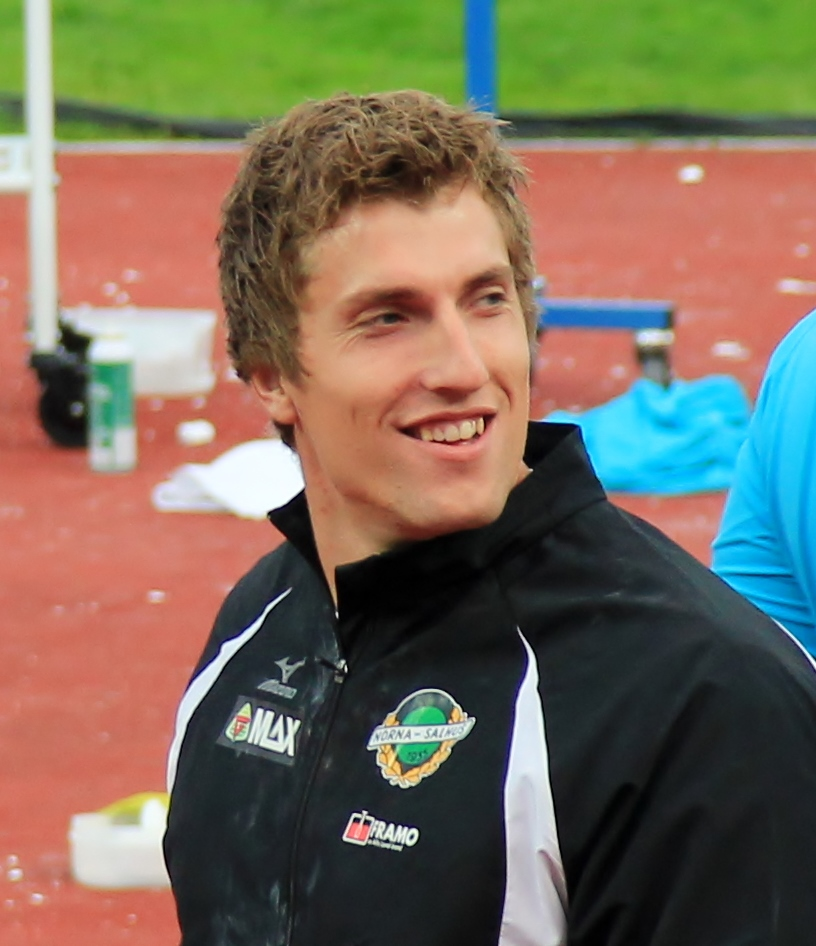
Sven Martin Skagestad Rang dreizehn mit 58,86 m

### Gruppe B
4. August 2017, 20:45 Uhr Ortszeit (21:45 Uhr MESZ)
| Platz | Athlet            | Land                        | 1. Versuch | 2. Versuch | 3. Versuch | Weite (m) |
| ----- | ----------------- | --------------------------- | ---------- | ---------- | ---------- | --------- |
| 01    | Andrius Gudžius   | Litauen                     | 67,01      | –          | –          | 67,01     |
| 02    | Fedrick Dacres    | Jamaika                     | 64,46      | 64,28      | 64,82      | 64,82     |
| 03    | Simon Pettersson  | Schweden                    | 60,43      | x          | 63,69      | 63,69     |
| 04    | Robert Urbanek    | Polen                       | 62,37      | 63,67      | 63,04      | 63,67     |
| 05    | Gerd Kanter       | Estland                     | x          | 63,61      | x          | 63,61     |
| 06    | Lolassonn Djouhan | Frankreich                  | 58,00      | 63,21      | 61,35      | 63,21     |
| 07    | Mauricio Ortega   | Kolumbien                   | x          | 62,34      | 62,97      | 62,97     |
| 08    | Victor Hogan      | Südafrika                   | 61,76      | 62,26      | x          | 62,26     |
| 09    | Alex Rose         | Samoa                       | 61,62      | x          | 59,63      | 61,62     |
| 10    | Andrew Evans      | USA                         | 61,32      | 60,47      | 60,78      | 61,32     |
| 11    | Benn Harradine    | Australien                  | 60,00      | x          | 60,95      | 60,95     |
| 12    | Zoltán Kövágó     | Ungarn                      | 56,71      | 56,26      | 59,46      | 59,46     |
| 13    | Wiktor Butenko    | Authorised Neutral Athletes | 59,29      | x          | x          | 59,29     |
| 14    | Mustafa Al-Saamah | Irak                        | 57,77      | 56,38      | 58,40      | 58,40     |
| 15    | Nicholas Percy    | Großbritannien              | x          | 52,56      | 56,93      | 56,93     |
| NM    | Martin Wierig     | Deutschland                 | x          | x          | x          | ogV       |

In Qualifikationsgruppe B ausgeschiedene Diskuswerfer:

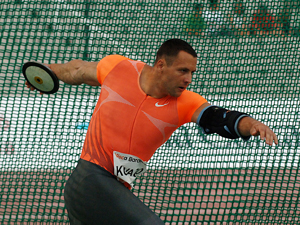
Zoltán Kövágó Rang zwölf mit 59,46 m
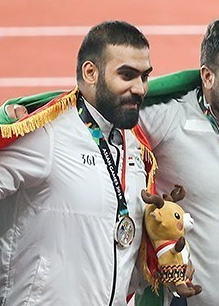
Mustafa Al-Saamah Rang vierzehn mit 58,40 m
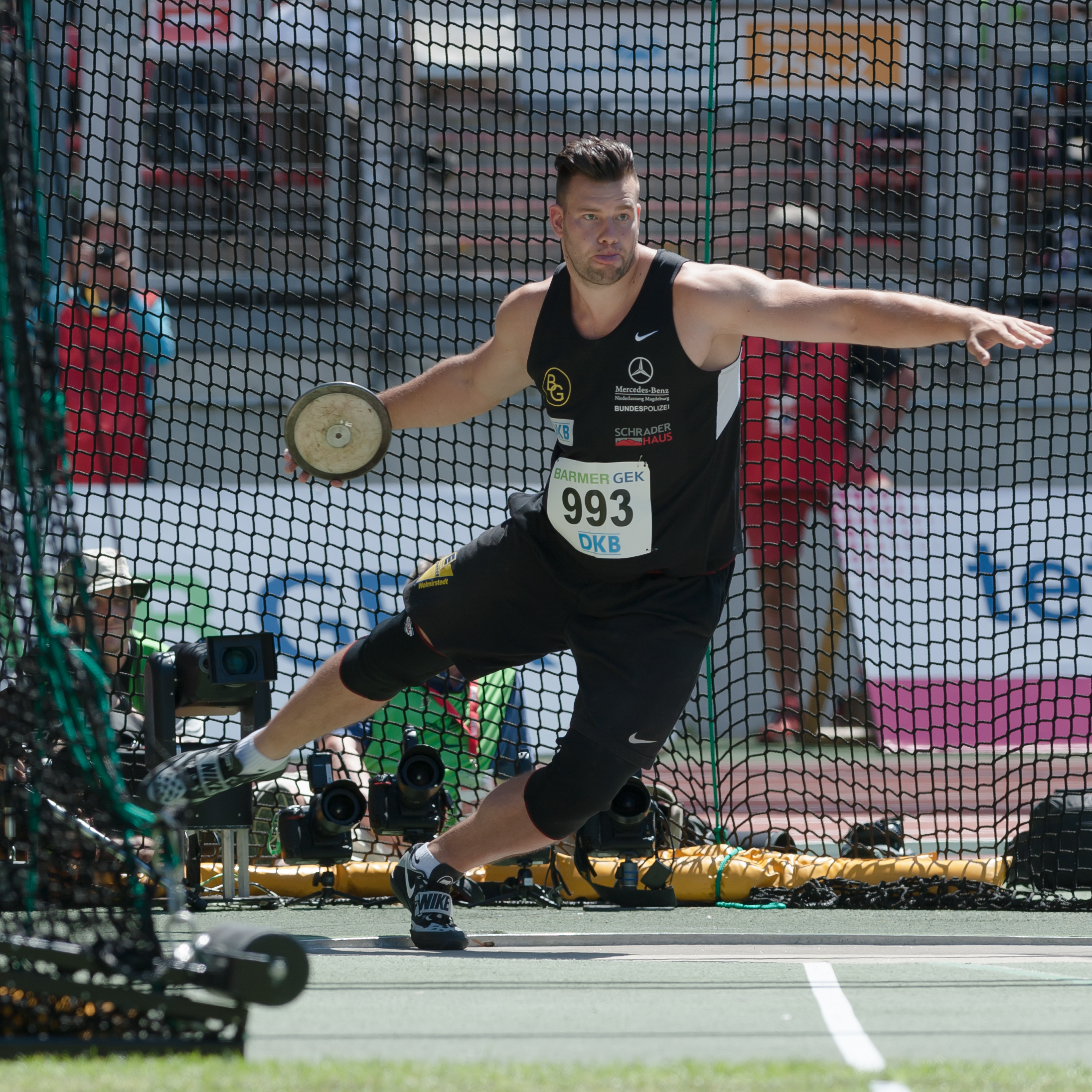
Martin Wierig ohne gültigen Versuch

## Finale
5. August 2017, 19:26 Uhr Ortszeit (20:26 Uhr MESZ)
Der deutsche Olympiasieger von 2016 Christoph Harting war hier nicht unter den Teilnehmern. Sein Bruder Robert, der in der Vergangenheit mehrfach Weltmeister und 2012 auch Olympiasieger war, hatte verletzungsbedingt nicht mehr die gute Verfassung, um ganz vorne mitzuhalten. Zu den Favoriten gehörten der erfolgsgewohnte Pole Piotr Małachowski – unter anderem Weltmeister von 2015, WM-Zweiter 2013 hinter Robert Harting und Olympiazweiter von 2016, der belgische Vizeweltmeister von 2015 und Vizeeuropameister von 2016 Philip Milanov und der Este Gerd Kanter – unter anderem Olympiasieger von 2008 und 2016 wieder Dritter der Europameisterschaften. Aber Kanter hatte wie Robert Harting doch nicht mehr die ganz große Form seiner Erfolgsjahre und Milanov war bereits in der Qualifikation ausgeschieden.
In diesem Wettbewerb kam es zu einer Wachablösung. Neue Namen traten in den Vordergrund, jüngere Athleten gewannen die Medaillen. Schon in Durchgang eins gab es zwei weite Würfe. Andrius Gudžius erzielte 67,52 m, dem US-Amerikaner Mason Finley gelangen 67,07 m. Dahinter lagen der Jamaikaner Fredrick Dacres mit 65,62 m und Robert Harting mit 65,10 m. In Runde zwei zog das Level weiter an. Gudžius steigerte sich auf 69,21 m, der Schwede Daniel Ståhl warf 69,19 m, Finlay gelangen 68,03 m. Dacres als Vierter verbesserte sich weiter auf 65,70 m, auch Malachowski zog nun mit 65,14 m an Harting vorbei. Durchgang drei brachte keine Änderungen.
In den letzten drei Runden kam es zu keinen Positionsverschiebungen mehr. Es gab noch weite Würfe, verbessern konnten sich jedoch nur Dacres auf 65,83 m in Durchgang vier und Malachowski auf 65,24 m in Durchgang fünf. Dies hatte jedoch keine Auswirkungen auf die Platzierungen. So wurde Andrius Gudžius neuer Weltmeister mit gerade einmal zwei Zentimetern Vorsprung vor Daniel Ståhl. Mason Finley gewann Bronze und erzielte dabei wie Ståhl eine neue persönliche Bestleistung. Fedrick Dacres belegte Rang vier vor den „Altmeistern“ Piotr Małachowski und Robert Harting. Siebter wurde der Pole Robert Urbanek, der Jamaikaner Traves Smikle kam auf den achten Platz.
| Platz | Athlet              | Land        | 1. Versuch | 2. Versuch | 3. Versuch | 4. Versuch                             | 5. Versuch                             | 6. Versuch                             | Weite (m) |
| ----- | ------------------- | ----------- | ---------- | ---------- | ---------- | -------------------------------------- | -------------------------------------- | -------------------------------------- | --------- |
|       | Andrius Gudžius     | Litauen     | 67,52      | 69,21      | 63,43      | x                                      | 63,98                                  | 67,89                                  | 69,21 PB  |
|       | Daniel Ståhl        | Schweden    | x          | 69,19      | 66,58      | 68,57                                  | x                                      | 63,06                                  | 69,19     |
|       | Mason Finley        | USA         | 67,07      | 68,03      | 65,21      | 37,36                                  | 66,59                                  | x                                      | 68,03 PB  |
| 4     | Fedrick Dacres      | Jamaika     | 65,62      | 65,70      | x          | 65,83                                  | 64,41                                  | 64,67                                  | 65,83     |
| 5     | Piotr Małachowski   | Polen       | 63,96      | 65,14      | 64,88      | x                                      | 65,24                                  | 63,92                                  | 65,24     |
| 6     | Robert Harting      | Deutschland | 65,10      | x          | 64,75      | x                                      | x                                      | x                                      | 65,10     |
| 7     | Robert Urbanek      | Polen       | 61,93      | 64,15      | 63,91      | 64,14                                  | x                                      | 63,46                                  | 64,15     |
| 8     | Traves Smikle       | Jamaika     | 63,64      | 64,04      | x          | 62,28                                  | x                                      | 63,37                                  | 64,04     |
| 9     | Lukas Weißhaidinger | Österreich  | 63,76      | 62,75      | x          | nicht im Finale der besten acht Werfer | nicht im Finale der besten acht Werfer | nicht im Finale der besten acht Werfer | 63,76     |
| 10    | Apostolos Parellis  | Zypern      | 62,18      | 63,17      | x          | nicht im Finale der besten acht Werfer | nicht im Finale der besten acht Werfer | nicht im Finale der besten acht Werfer | 63,17     |
| 11    | Simon Pettersson    | Schweden    | 55,58      | 60,39      | x          | nicht im Finale der besten acht Werfer | nicht im Finale der besten acht Werfer | nicht im Finale der besten acht Werfer | 60,39     |
| 12    | Gerd Kanter         | Estland     | 59,72      | 60,00      | x          | nicht im Finale der besten acht Werfer | nicht im Finale der besten acht Werfer | nicht im Finale der besten acht Werfer | 60,00     |

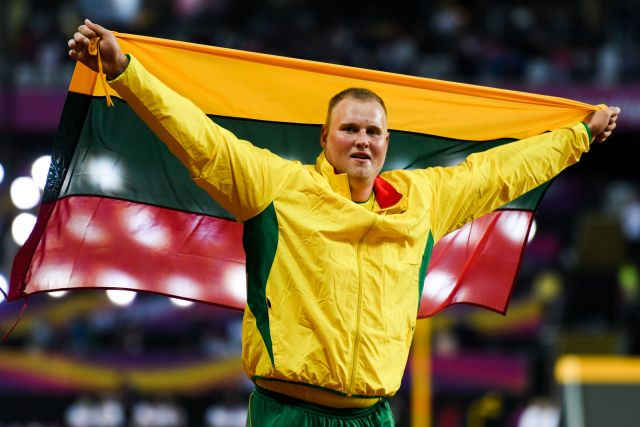
Weltmeister Andrius Gudžius
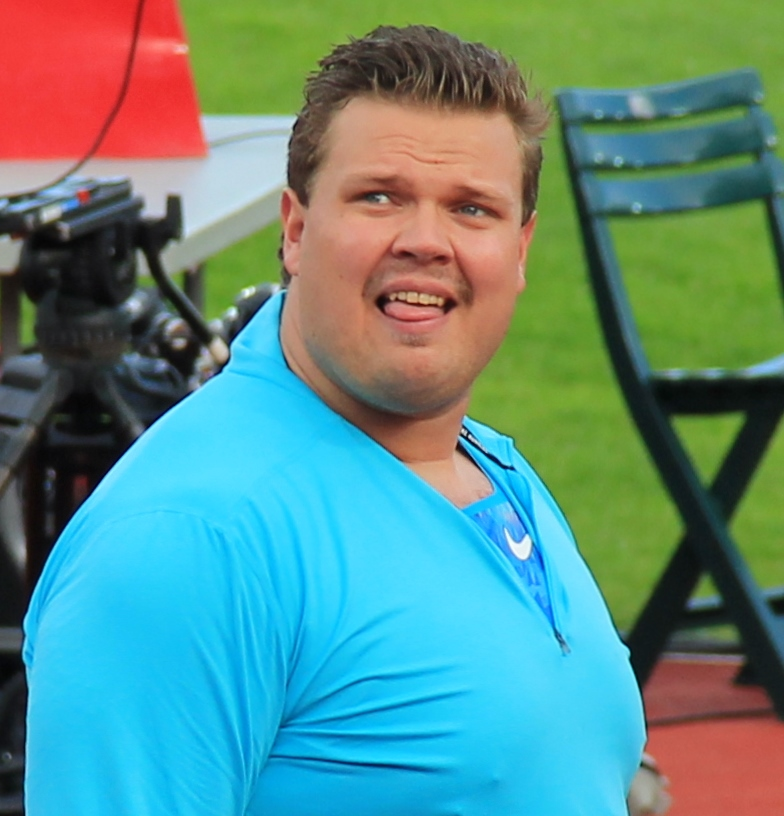
Vizeweltmeister Daniel Ståhl
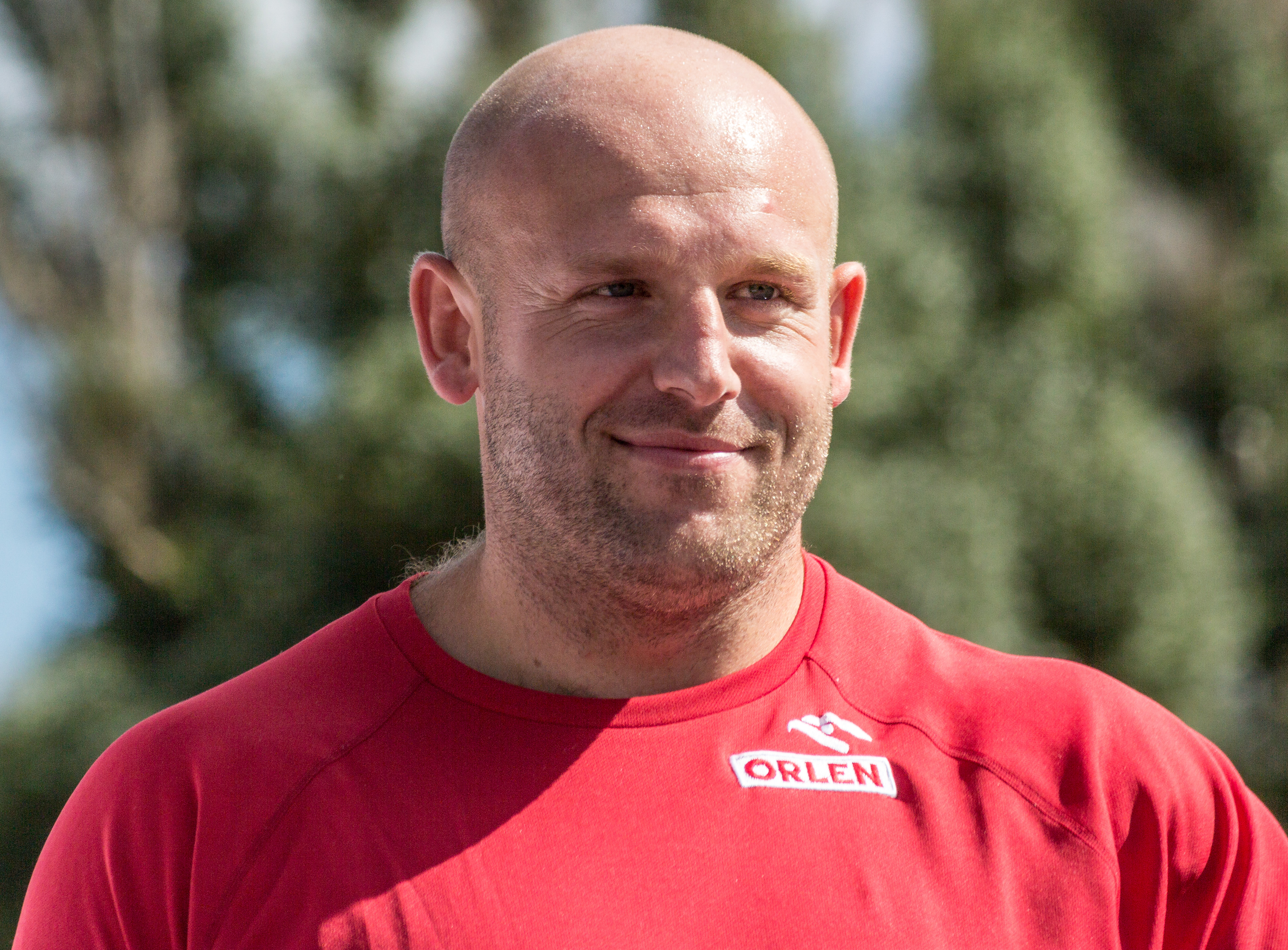
Piotr Małachowski belegte Rang fünf

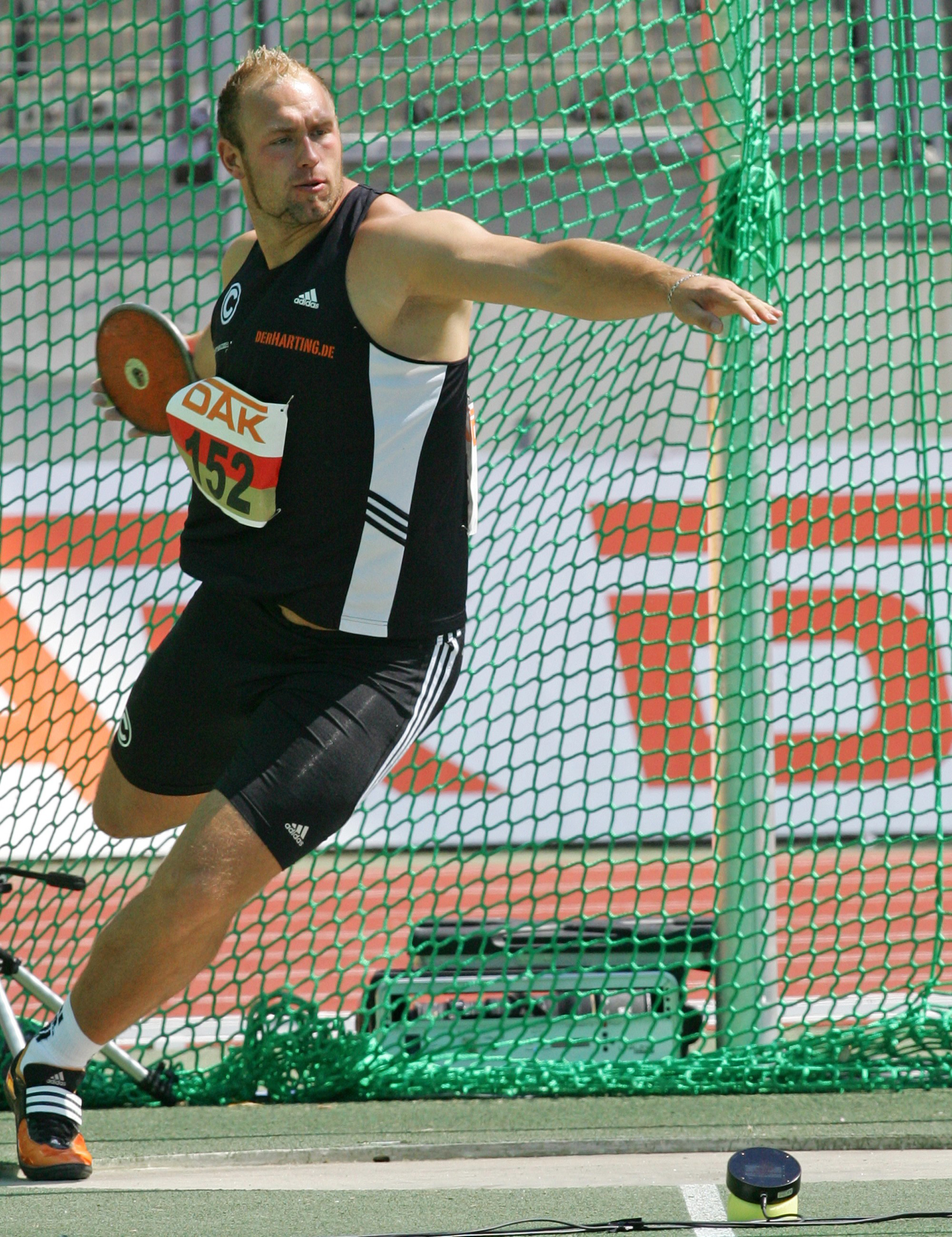
Robert Harting, dreifacher Weltmeister (2009/2011/2013) und 2012 Olympiasieger, wurde diesmal Sechster
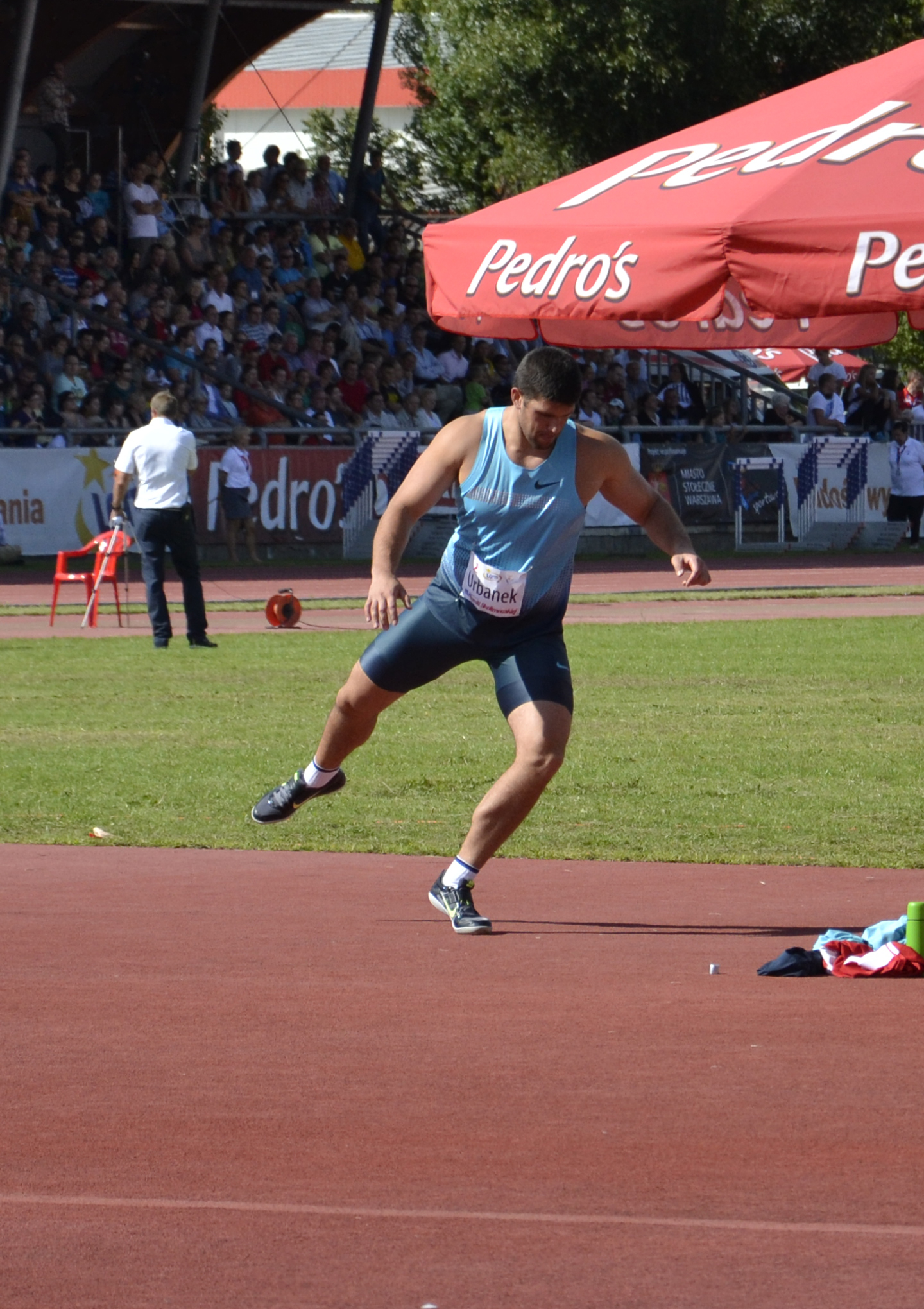
Rang sieben für Robert Urbanek
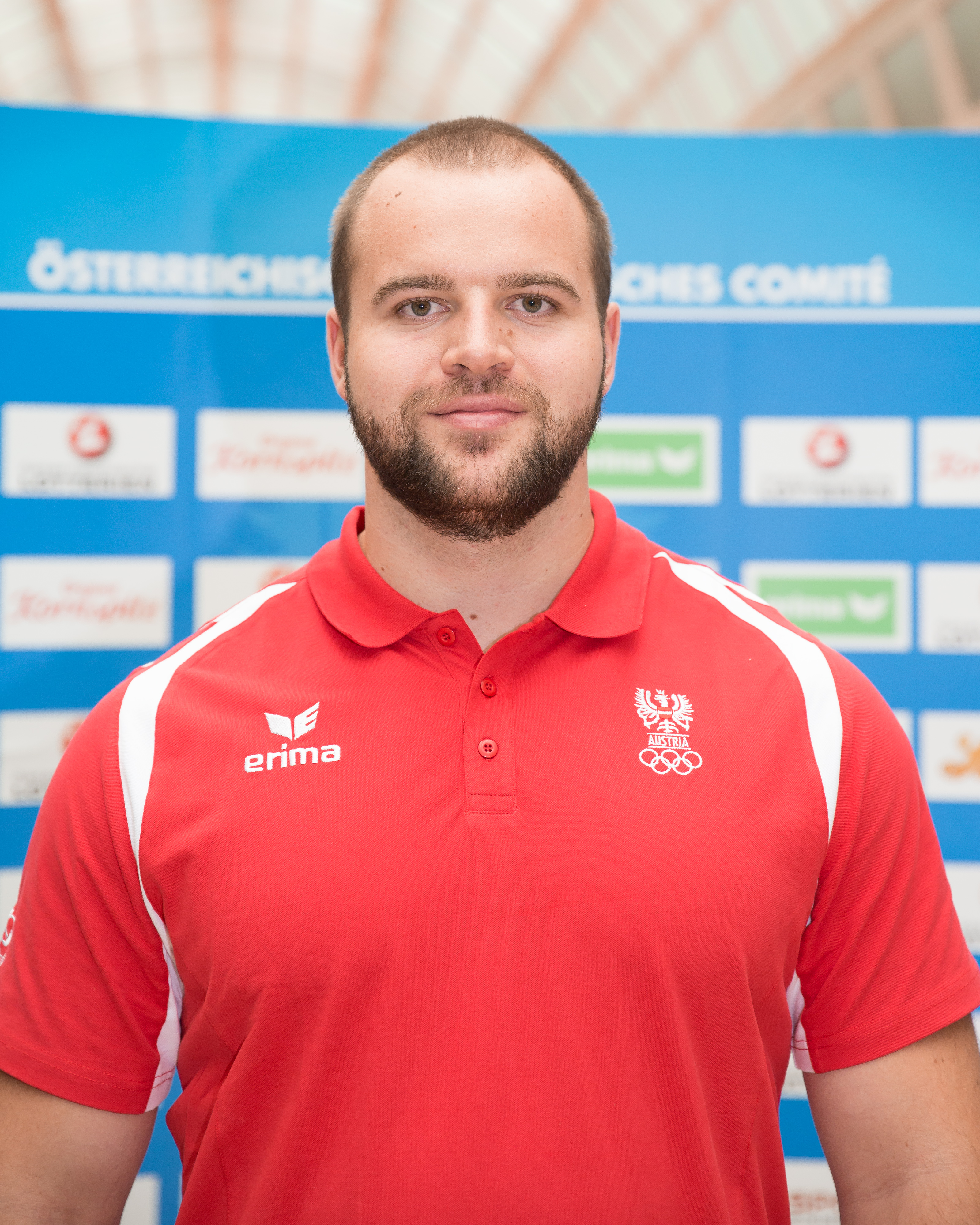
Lukas Weißhaidinger kam auf den neunten Platz
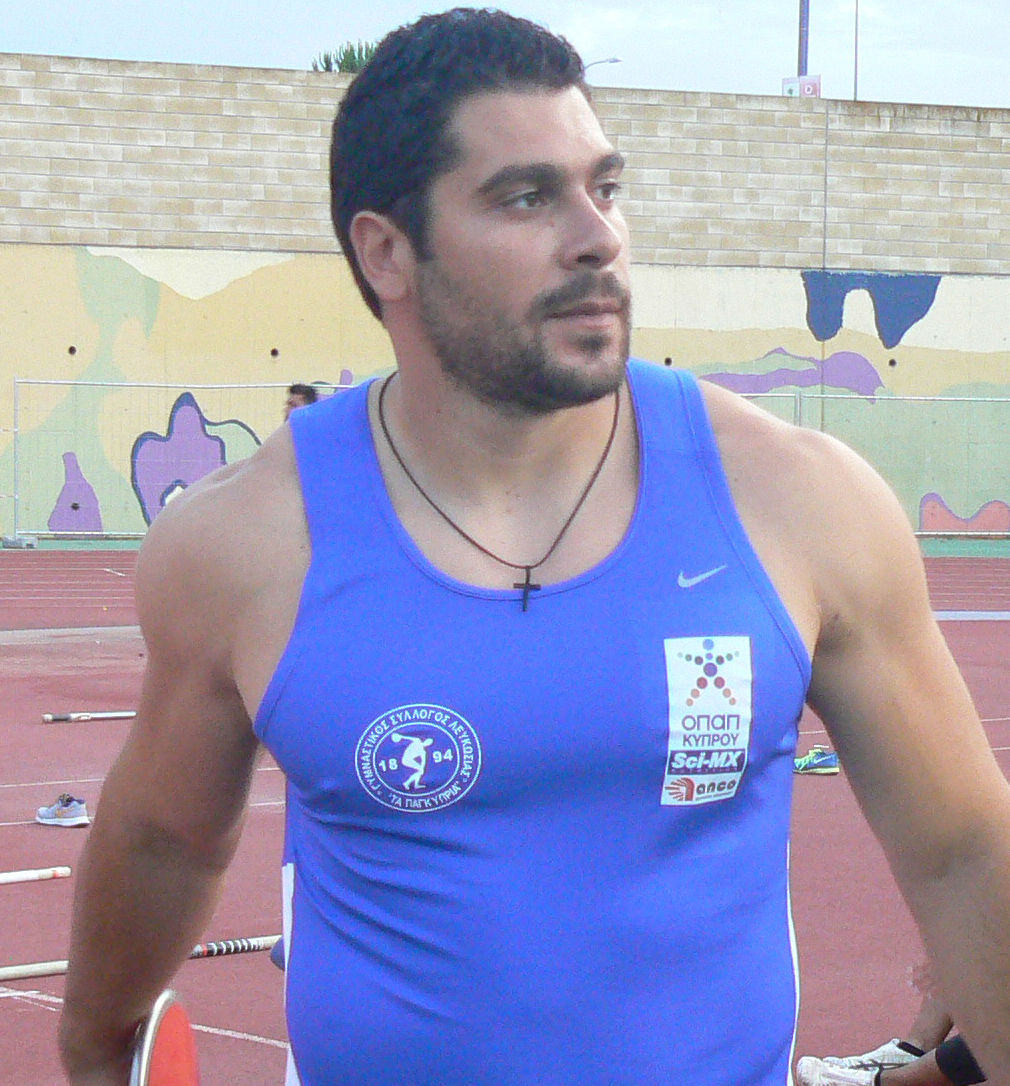
Apostolos Parellis kam auf Rang zehn
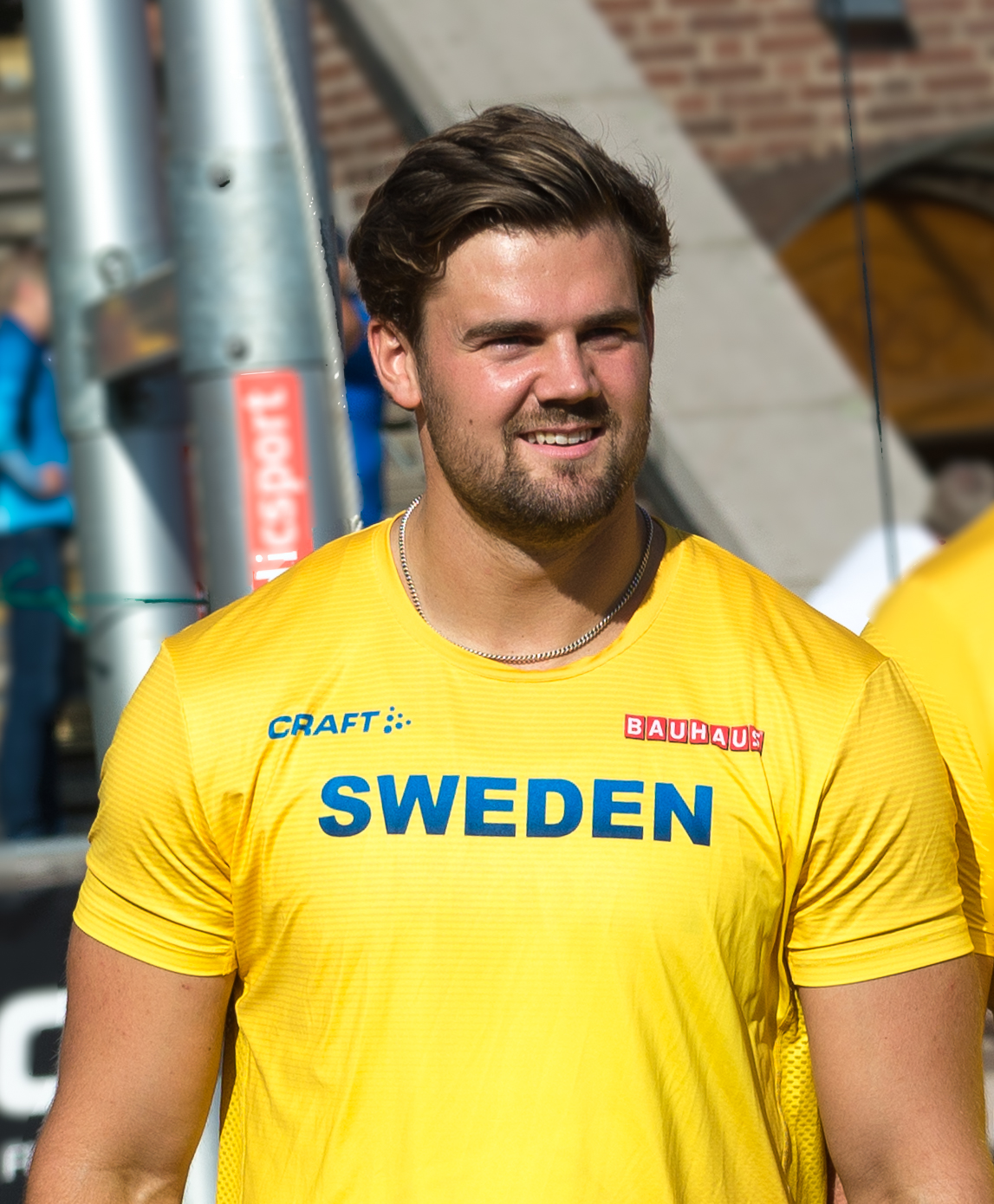
Simon Pettersson – Platz elf
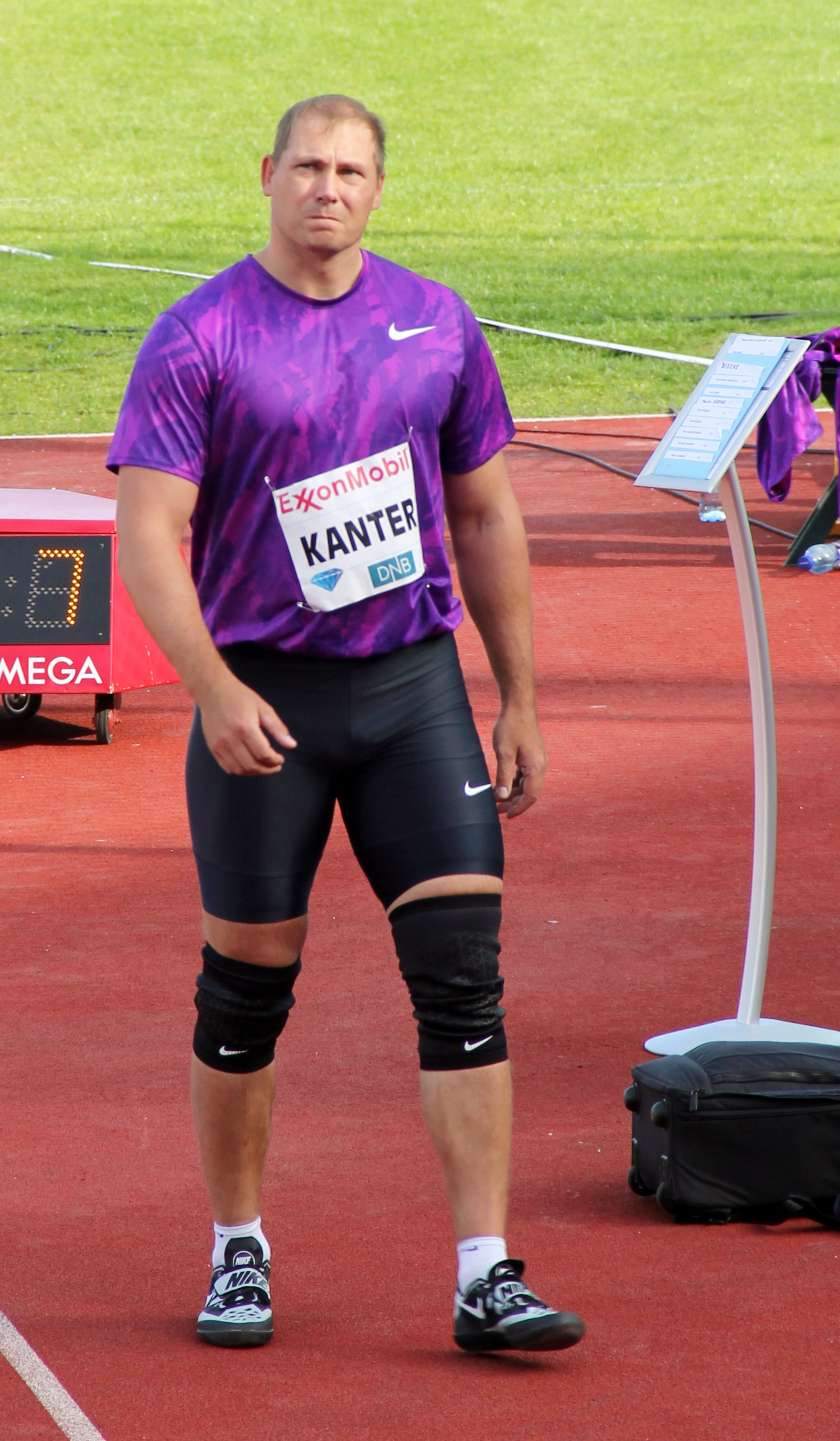
Gerd Kanter, u. a. Olympiasieger von 2008, Weltmeister von 2007 – Rang zwölf

## Videolinks
- Andrius Gudžius slow motion, World Championship London 2017 youtube.com, abgerufen am 1. März 2021
- Daniel Stahl 69,19 m and Silver medal in London 2017, youtube.com, abgerufen am 1. März 2021
- Discus Throw Men Final Mason Finley 68,03 m Athletics World Championship 2017, youtube.com, abgerufen am 1. März 2021